# Bubblegum Alley

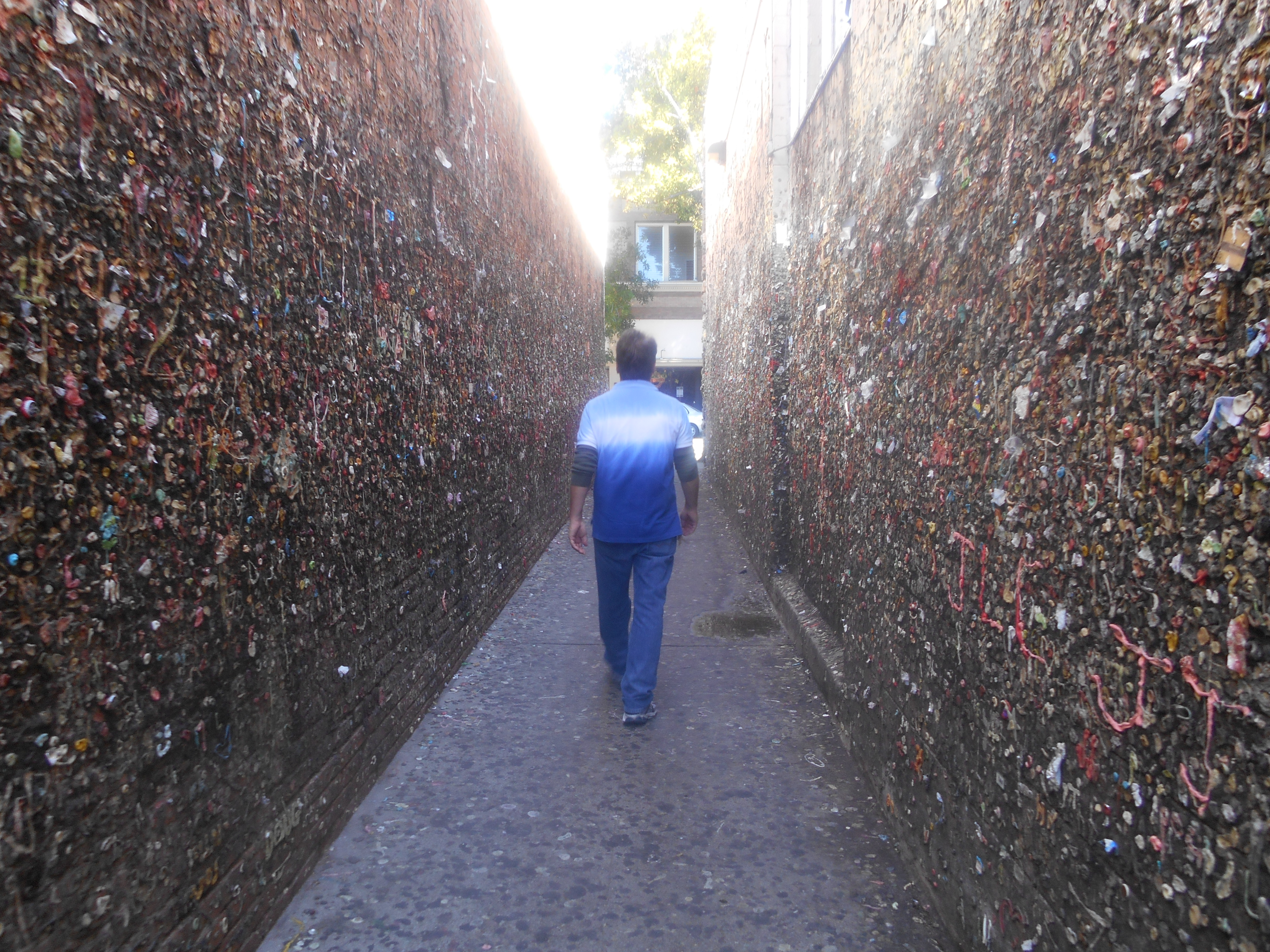
Bubblegum Alley en 2013

Bubblegum Alley est une attraction touristique du centre-ville de San Luis Obispo, en Californie, connue pour son accumulation de chewing-gums usagés sur les murs d'une ruelle. C'est une ruelle haute de 4,5 mètres et longue de 21 mètres, tapissée de chewing-gums mâchés laissés par les passants. Elle couvre une portion de 20 mètres au 700 de la rue Higuera, dans le centre-ville de San Luis Obispo,.

## Histoire
Selon la Chambre de Commerce de San Luis Obispo et l'Association pour l'amélioration du centre-ville (BIA), l'origine du collage de chewing-gum est « un peu floue ». Certains historiens pensent que la tradition de la ruelle commence après la Seconde Guerre mondiale, en tant qu'événement de la classe diplômée de la San Luis Obispo High School. D'autres estiment qu'elle débute à la fin des années 1950, en raison de la rivalité entre les élèves de la San Luis Obispo High School et ceux de l'Université d'État polytechnique de Californie (Cal Poly). Dans les années 1970, Bubblegum Alley est bien établie. Lorsque les propriétaires de magasins se plaignent qu'elle est « insalubre et dégoûtante », la ruelle subit un nettoyage complet. Le graffiti de chewing-gum survit à deux nettoyages complets dans les années 1970. En 1996, la BIA tente sans succès de faire procéder à un autre nettoyage de la ruelle.

## Reconnaissance
Au fil des ans, Bubblegum Alley de San Luis Obispo est présentée dans de nombreuses émissions de télévision, programmes d'information et journaux du monde entier. Des journaux tels que The New York Times et le Los Angeles Times traitent du dégoût et du plaisir des visiteurs du mur de chewing-gum. D'autres articles de presse paraissent dans le San Francisco Chronicle, le Grand Rapids Press du Michigan, le Times Union d'Albany, New York, et The Guardian au Royaume-Uni. KSBY Action 6 News réalise un reportage sur la ruelle. Des équipes de télévision filment la ruelle pour The Tonight Show Starring Johnny Carson, That's Incredible!, Real People, et pour "California's Gold" sur PBS. MTV présente Bubblegum Alley dans l'émission Call to Greatness. L'équipe choisit Bubblegum Alley pour filmer l'épisode sur le record du monde de la plus grosse bulle de chewing-gum. L'émission met en vedette la détentrice du record, Susan "Chewsy Suzy" Williams, et à la fin de l'émission, un graphique indique que, pendant sa présence, elle souffle une bulle de 24 pouces (609,6 mm), ce qui n'est pas montré à la télévision. (Sa bulle record, soufflée à la télévision nationale en 1996, mesure 23 pouces.) L'émission Ripley's Believe It or Not! de l'ABC diffuse également un reportage sur la ruelle le 14 octobre 1984. Elle est également présentée dans un épisode de Les Girls de Playboy sur E! et mentionnée dans un épisode de United States of Tara.

### Livres
Au chapitre dix-sept du roman Mr. Monk on the Road de Lee Goldberg, Bubblegum Alley est mentionnée, décrite et constitue le décor de la découverte d'un cadavre par Monk. Bubblegum Alley est également mentionnée tout au long du livre de Megan McDonald, Judy Moody: Around the World in 8 and a Half Days. En 2021, Bubblegum Alley devient le sujet d'un livre pour enfants, Stuck: A Bubblegum Alley Adventure.

### Musique
"Weird Al" Yankovic mentionne Bubblegum Alley dans sa chanson de 1978 "Take Me Down", une ode à San Luis Obispo.
Those Darn Accordions enregistre la chanson "Wall of Gum" sur leur album de 1999 Clownhead, qui raconte un malheureux accident survenu dans Bubblegum Alley.

## Controverse
Un accord sur la question de savoir si ces murs recouverts de chewing-gum doivent rester ou non une partie du pittoresque centre-ville de San Luis Obispo n'est pas encore trouvé depuis sa création. Alors que l'historien de la ville et certains politiciens locaux considèrent cette ruelle comme une « verrue », la Chambre de Commerce la répertorie comme une « attraction spéciale ».
Le Telegram Tribune rapporte que Bill Hales, propriétaire d'un pub local, paie pour que la ruelle soit nettoyée à la vapeur une fois par mois.
Aux plaintes des propriétaires de magasins concernant l'entretien s'oppose l'argument selon lequel cela augmente le passage et les affaires. Deborah Holley, administratrice de l'Association pour l'amélioration du centre-ville, admet que malgré les problèmes évidents que cela cause, il s'agit néanmoins d'un point de repère. La ruelle attire les touristes vers le centre-ville, en si grand nombre qu'un animateur de radio locale menait autrefois des visites bimensuelles de la galerie de l'allée de chewing-gum.

## En tant qu'art

### Artistes professionnels
L'allée inspire des artistes professionnels tels que Matthew Hoffman. À l'extrémité est de l'allée, en hauteur sur le mur orienté au nord, un autoportrait géant de Hoffman intitulé "Projectbubble Gum" est entièrement créé avec du chewing-gum. Le portrait de l'artiste soufflant une bulle requiert une quantité énorme de chewing-gum, qu'il obtient avec l'aide de la communauté. Sa théorie est que « si un individu participe à sa communauté, il acquiert un intérêt direct pour sa communauté. La communauté a mâché le chewing-gum, et de nombreuses personnes [ont senti] qu'elles faisaient partie de sa création. Cela instille un sentiment de responsabilité envers sa communauté ». Même l'équipe de robotique Team 1717, présentée dans le livre The New Cool, est représentée en chewing-gum bleu néon.

### Poètes
Un poète d'Arroyo Grande qui souhaite être connu sous le nom de "M" écrit pour la défense de la Gum Alley. Son poème est publié dans l'article de Don Pieper dans le Telegram-Tribune, le 30 avril 1986, "An Ode to Gum Alley".

## Images

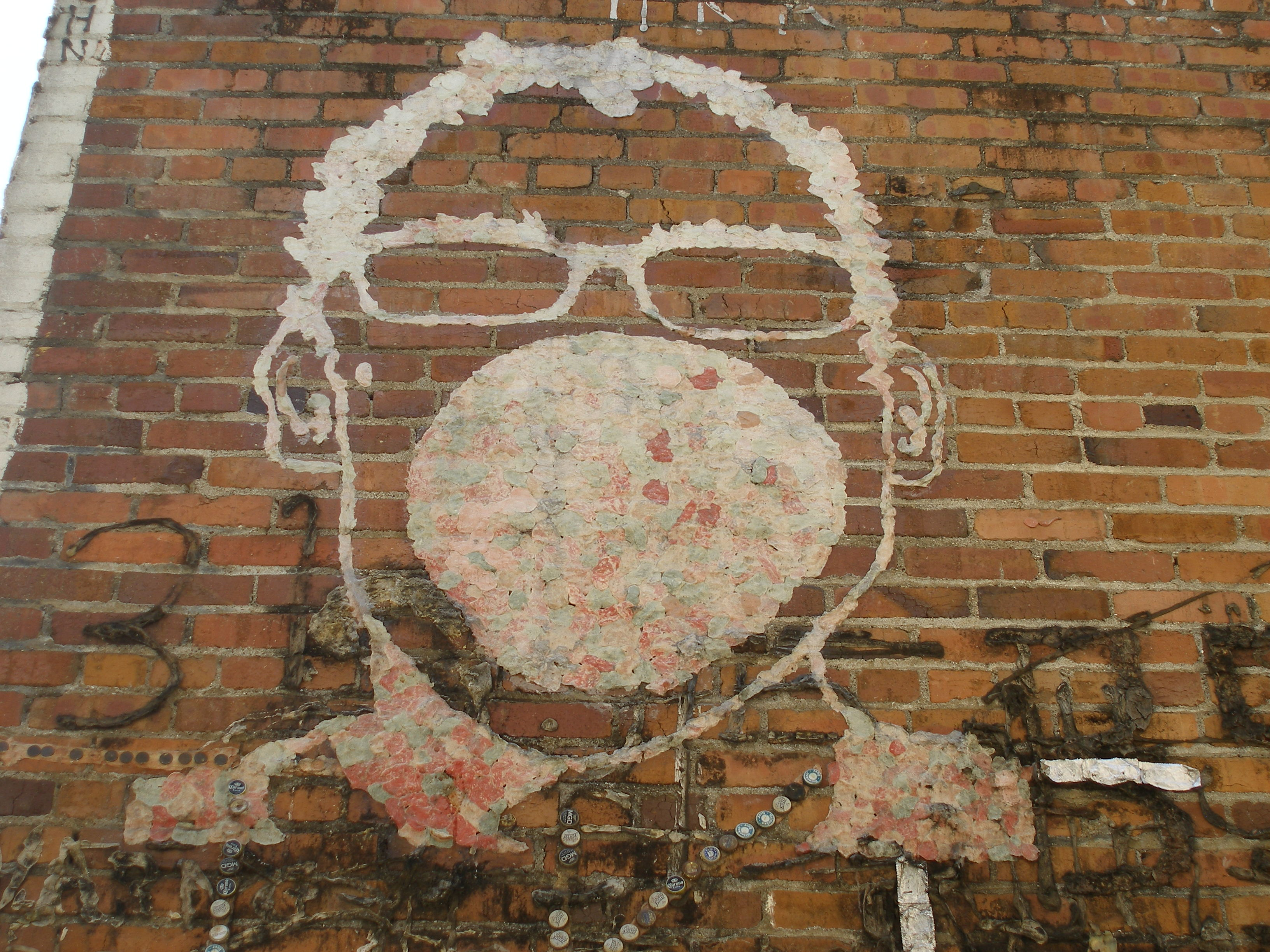
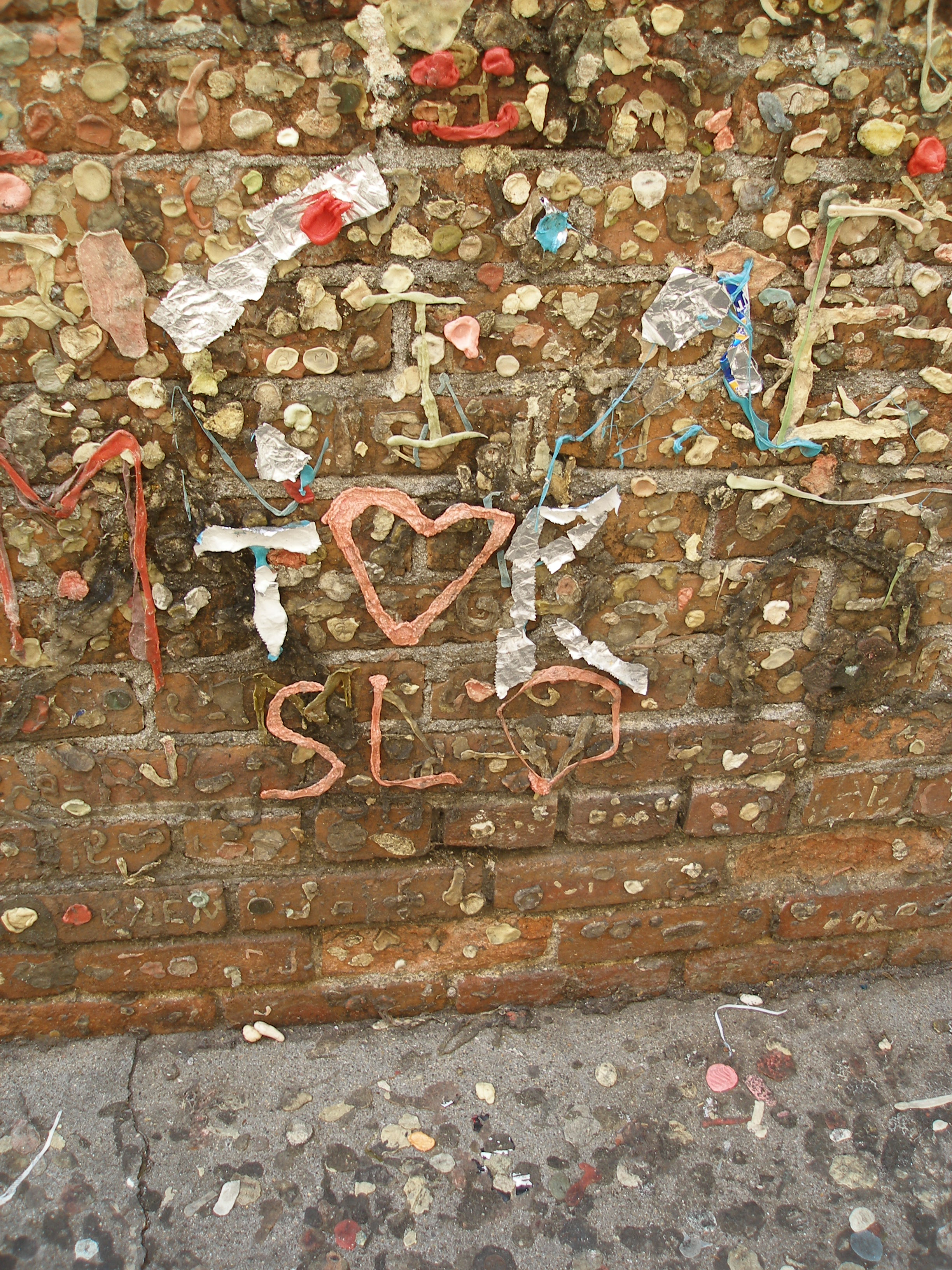
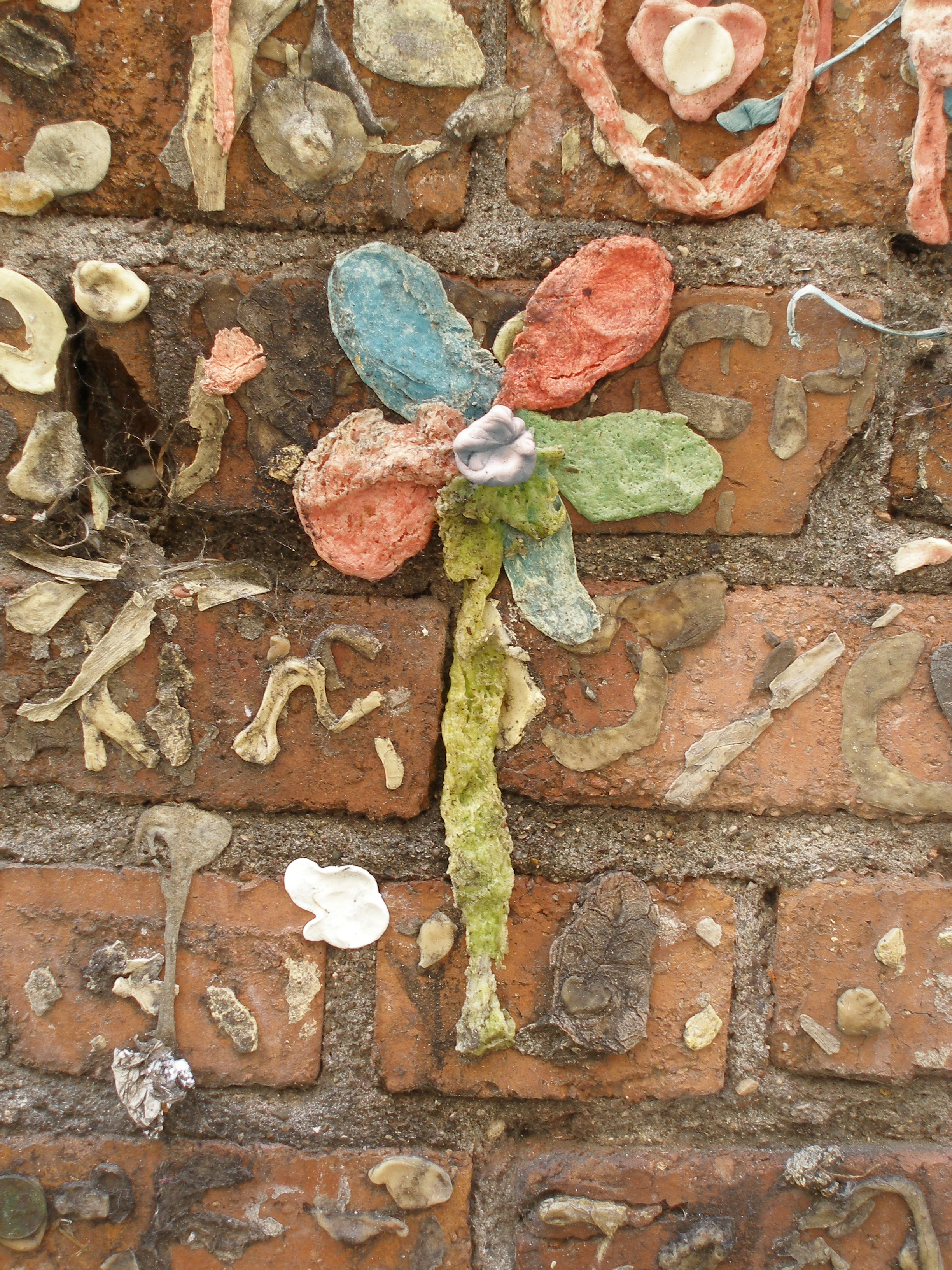
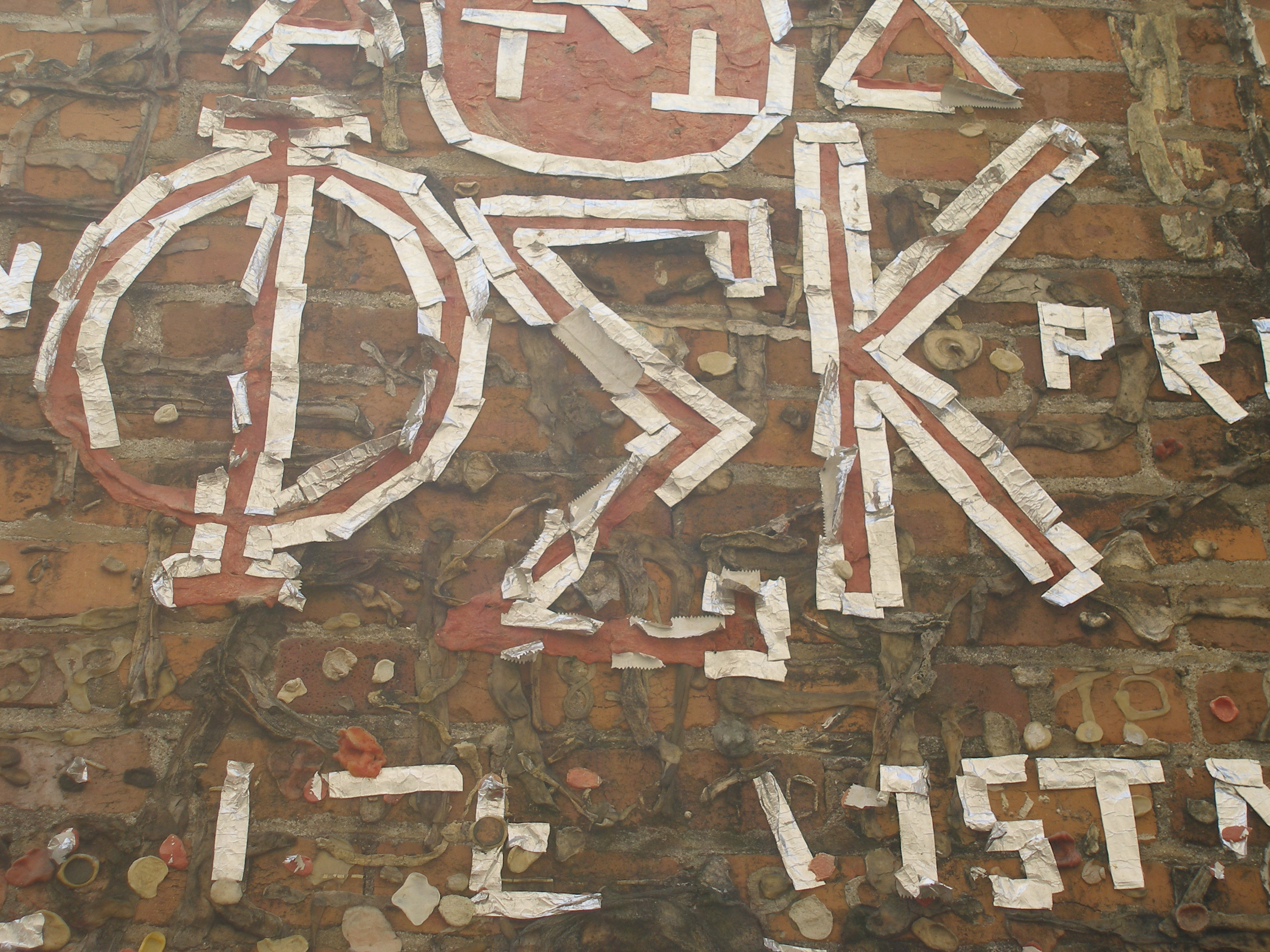
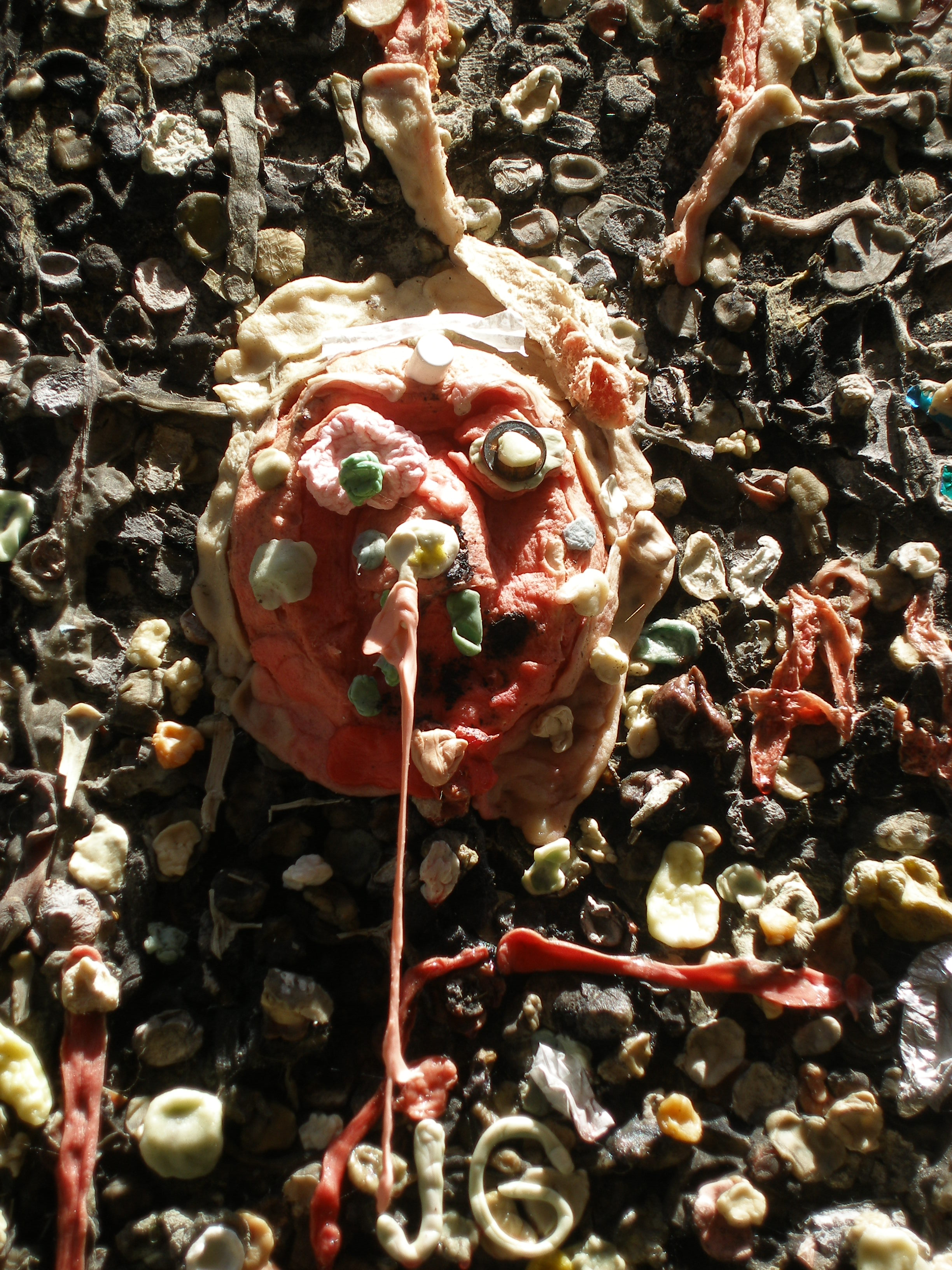
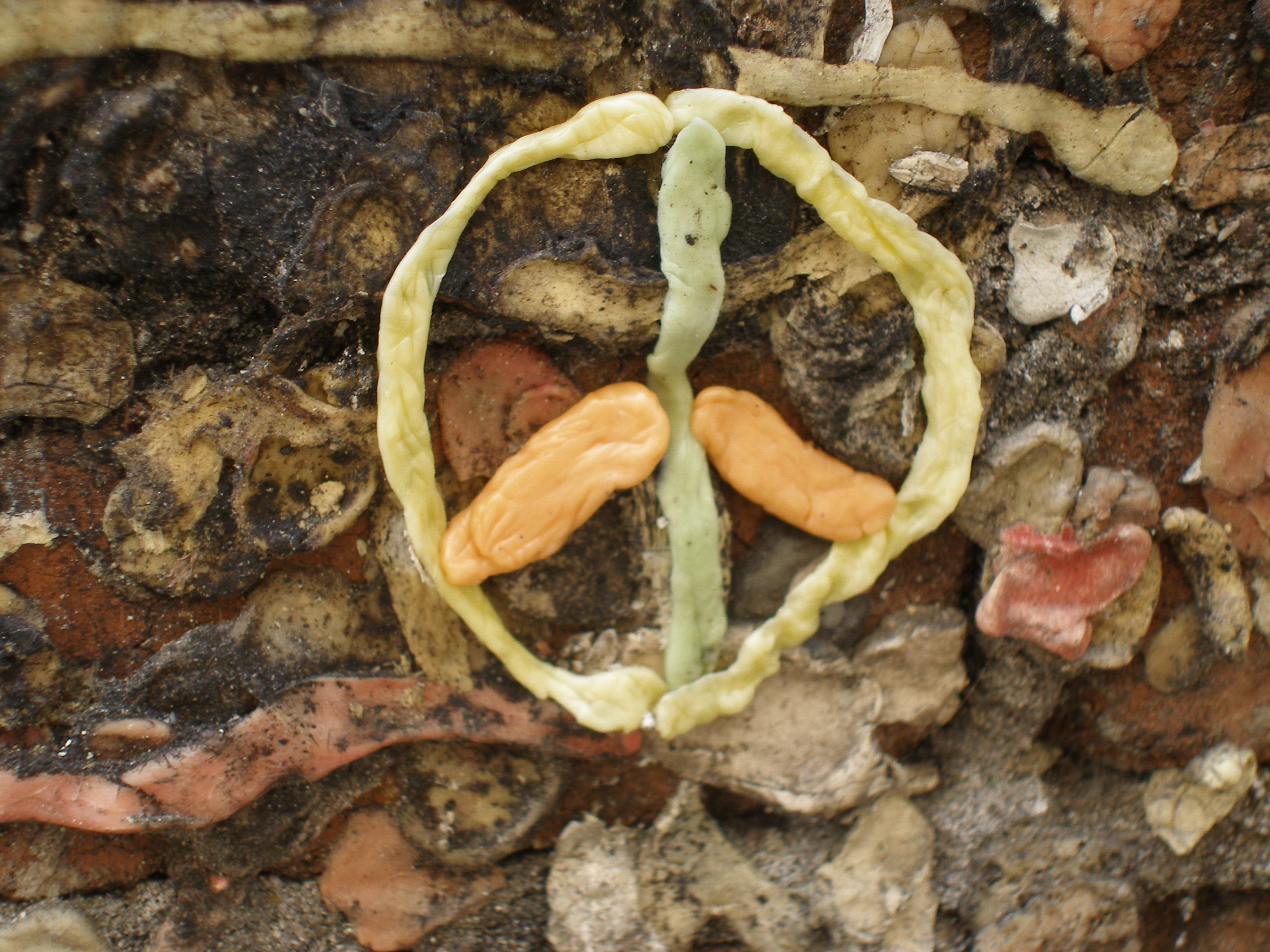
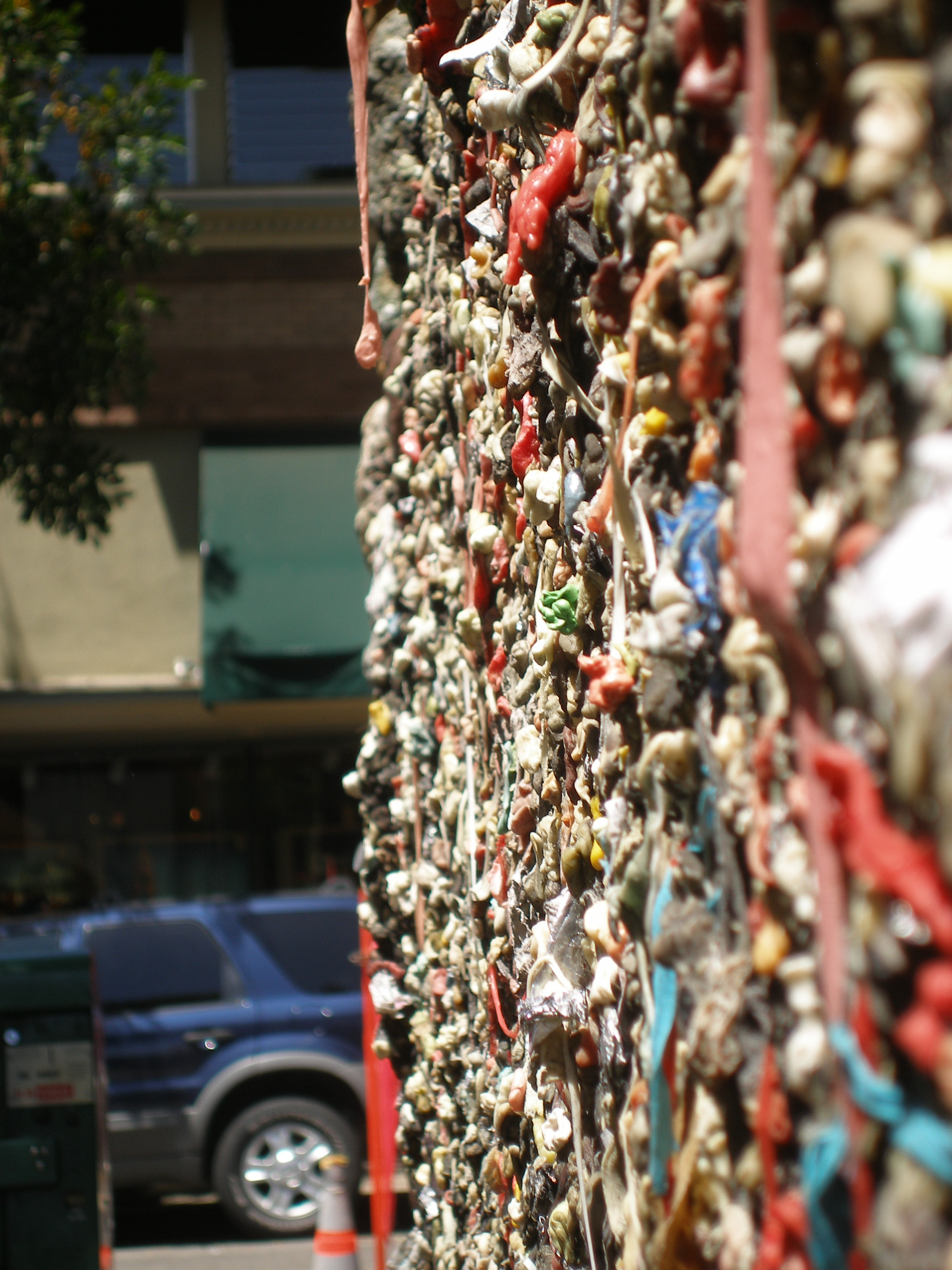
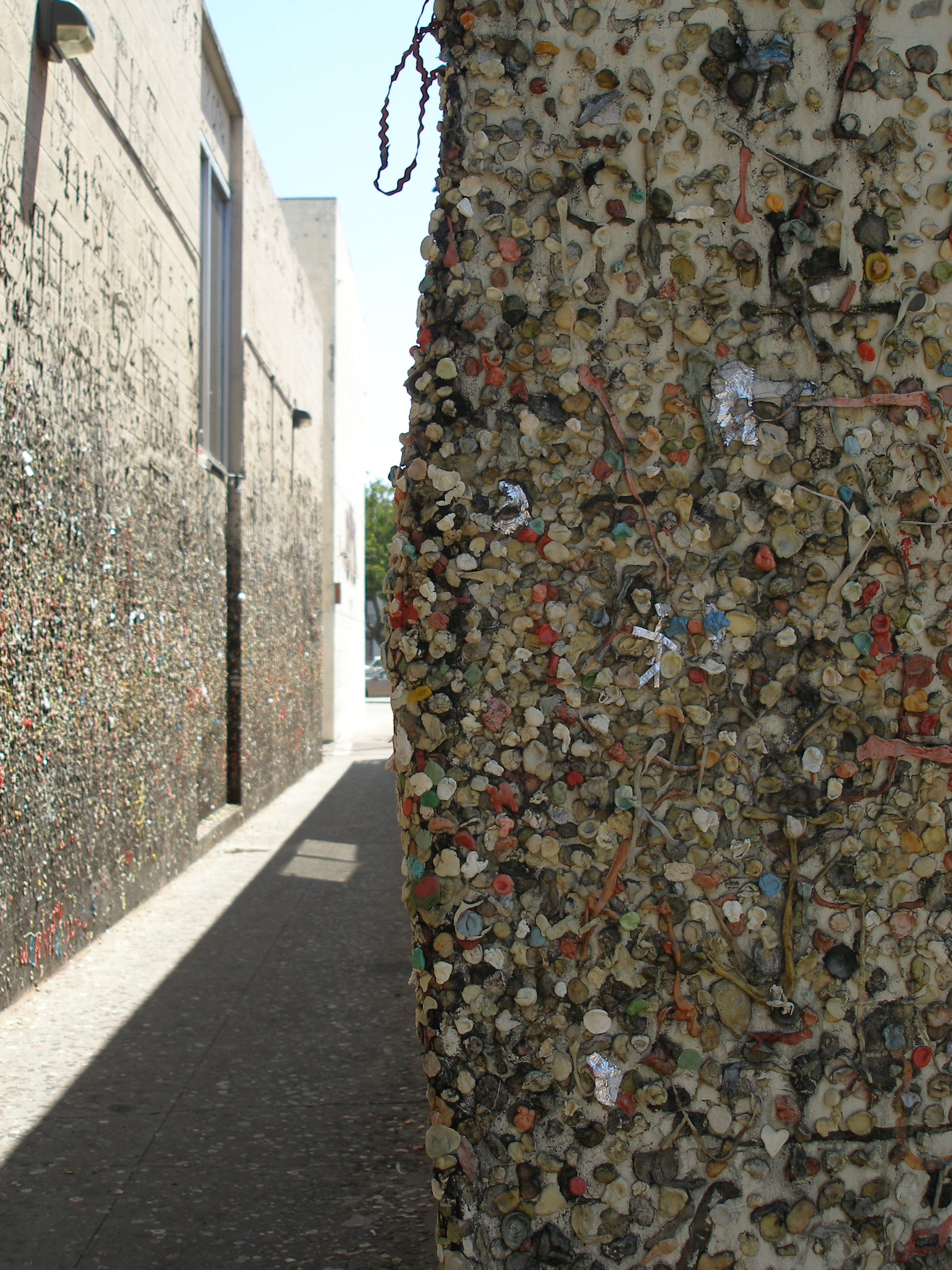
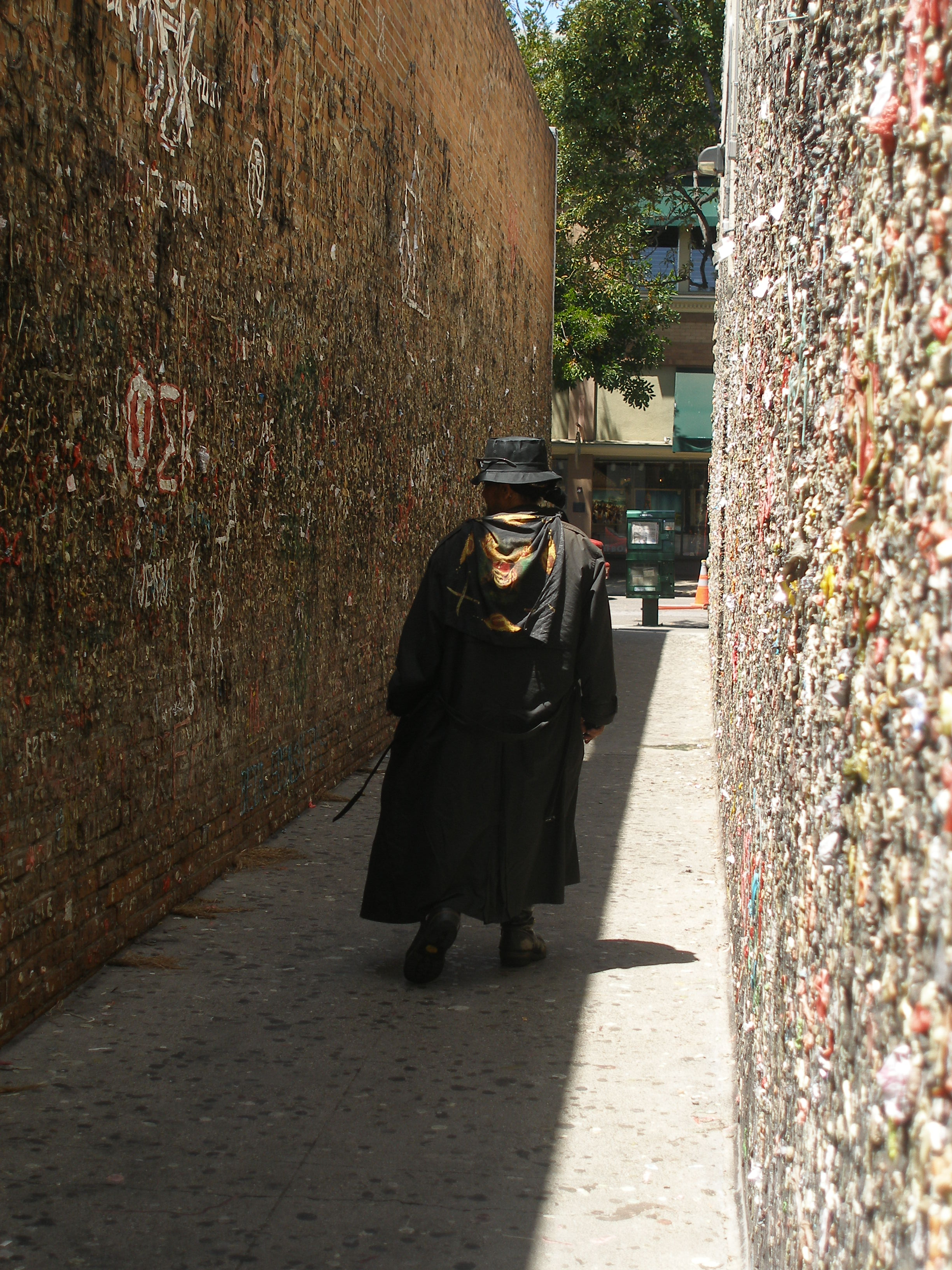